# Ferrovia de Kirov
A Ferrovia de Kirov (em russo: Кировская железная дорога|Kirovskaya zheleznaya doroga) é uma longa linha ferroviária no norte da Rússia, ligando a cidade de São Petersburgo à cidade de Murmansk, passando também pela cidade de Petrozavodsk e outras pequenas localidades. Possui 1.440 km (quilômetros) de comprimento. Foi aberta em 1905 e foi terminada em 1916. Seu nome vem do líder bolchevique Sergei Kirov.